# Płaszczyzna

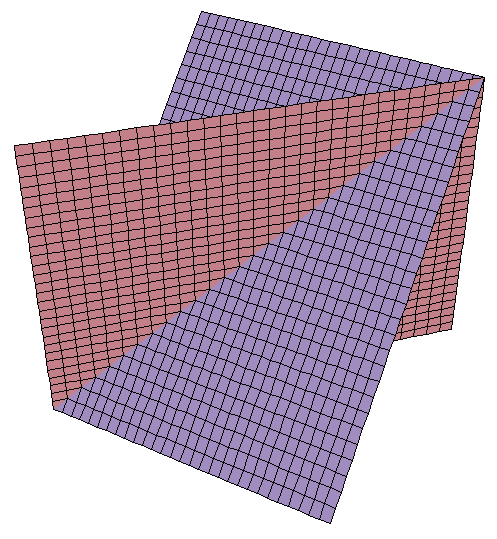
Dwie przecinające się płaszczyzny w przestrzeni trójwymiarowej

Płaszczyzna – jedno z podstawowych pojęć pierwotnych geometrii (występuje np. w geometrii Euklidesa, geometrii absolutnej, geometrii afinicznej, geometrii rzutowej itd.). W niektórych innych aksjomatyzacjach geometrii, na przykład w geometrii analitycznej, płaszczyzna nie jest pojęciem pierwotnym, lecz zbiorem punktów.
Płaszczyznę można obrazować jako kartę papieru, powierzchnię stołu, czy płaskie pole, wyobrażając sobie je rozciągające się „w nieskończoność”.

## Definicje
Jeżeli A, B, C są trzema niewspółliniowymi punktami, płaszczyzna ABC jest zbiorem wszystkich punktów współliniowych z parami punktów leżących na jednym lub na dwóch bokach trójkąta ABC.
Trzy punkty są współliniowe, jeśli leżą na jednej prostej. W przeciwnym wypadku punkty takie nazywamy punktami niewspółliniowymi.
Mówimy, że odcinek, przedział lub prosta leżą na płaszczyźnie, jeżeli wszystkie punkty na odcinku, w przedziale, na promieniu lub na prostej leżą na płaszczyźnie.

## Własności
Podstawowe własności płaszczyzn opisują aksjomaty geometrii absolutnej, inne są twierdzeniami, czyli wnioskami z aksjomatów. Uwaga: niektóre z podanych własności zachodzą wyłącznie w przestrzeni trójwymiarowej.
- przez trzy niewspółliniowe punkty przestrzeni (tzn. nie leżące na jednej prostej) przechodzi jedna i tylko jedna płaszczyzna[1];
  - przez daną prostą i punkt nie leżący na niej przechodzi jedna i tylko jedna płaszczyzna;
  - przez dwie proste przecinające się w jednym punkcie przechodzi jedna i tylko jedna płaszczyzna;
- prosta przechodząca przez dwa różne punkty płaszczyzny zawiera się w tej płaszczyźnie[1];
- jeśli dwie płaszczyzny mają jeden punkt wspólny, to mają również drugi punkt wspólny;
- płaszczyzna jest zbiorem punktów przestrzeni jednakowo oddalonych od dwóch ustalonych punktów;
- każdy punkt płaszczyzny należy do nieskończenie wielu prostych;
- każda płaszczyzna dzieli przestrzeń na dwa obszary (których częścią wspólną jest ta właśnie płaszczyzna), takich że dowolny odcinek w przestrzeni ma wspólny punkt z daną płaszczyzną wtedy i tylko wtedy, gdy jego końce leżą w różnych obszarach; obszary te nazywamy półprzestrzeniami – płaszczyzna jest brzegiem każdego z tych obszarów;
- każda prosta zawarta w płaszczyźnie dzieli ją na dwie części, takie że dowolny odcinek w tej płaszczyźnie ma wspólny punkt z daną prostą wtedy i tylko wtedy, gdy jego końce leżą w różnych częściach; części te nazywane półpłaszczyznami; dana prosta jest brzegiem każdej z dwu półpłaszczyzn;
- względem danej płaszczyzny prosta w przestrzeni znajduje się w jednej i tylko jednej z takich trzech pozycji:
  - nie ma punktów wspólnych z daną płaszczyzną – nazywamy ją wtedy równoległą do płaszczyzny;
  - ma jeden punkt wspólny;
  - jest zawarta w tej płaszczyźnie.

### Płaszczyzna euklidesowa
Jeżeli do listy wyżej wymienionych własności dodamy następujący aksjomat (tzw. V pewnik Euklidesa):
przez dowolny punkt płaszczyzny, nie należący do danej prostej leżącej na tej płaszczyźnie, można poprowadzić tylko jedną prostą do niej równoległą,
to otrzymamy pojęcie płaszczyzny euklidesowej. Z tym właśnie pojęciem zaznajamiamy się w szkole.

### Różne definicje płaszczyzny
Pojęcie płaszczyzny jest trudne do zdefiniowania. Stąd wzięły się wielokrotne próby ulepszenia definicji Euklidesa.
Definicja Euklidesa: Powierzchnia płaska jest ta, na której wziąwszy gdziekolwiek dwa punkty, linia prosta temiż punktami ograniczona, cała leży na tej powierzchni (tłumaczenie Józefa Czecha).
Definicja Archimedesa: Płaszczyzna jest mniejsza od krzywej powierzchni ograniczonej tym samym konturem.
Definicje Proklosa (komentator Elementów):
1. Płaszczyzna jest powierzchnią o nieograniczonej rozciągłości.
2. Płaszczyzna jest powierzchnią, której wszystkie części mogą się po niej ślizgać.
3. Płaszczyzna jest powierzchnią o jednakowym stosunku do wszystkich prostych na niej leżących.
4. Płaszczyzna jest powierzchnią, na której leży cała prosta mająca z nią dwa punkty wspólne.

Definicja Anarycjusza (arabski komentator Elementów): Płaszczyzną nazywa się taka powierzchnia, na której od każdego punktu do każdego innego punktu można poprowadzić prostą.
Wielki geometra rosyjski, Łobaczewski, określał płaszczyznę, posługując się pojęciem sfery (jako zbioru punktów równo oddalonych od ustalonego punktu): Płaszczyzną nazywa się powierzchnia, w której leżą wszystkie okręgi pochodzące z przecięcia jednakowych sfer utworzonych dokoła dwóch punktów – środków pochodzenia.

## Opis w przestrzeniR3{\displaystyle \mathbb {R} ^{3}}
{\displaystyle \mathbb {R} ^{3}} wraz z iloczynem skalarnym jest modelem dla geometrii euklidesowej i poniższy opis dotyczy płaszczyzny w przestrzeni euklidesowej. Punktami tej przestrzeni są uporządkowane trójki liczb (x, y, z), co odpowiada współrzędnym punktów przestrzeni trójwymiarowej w kartezjańskim układzie współrzędnych.

### Równanie ogólne
W przestrzeni euklidesowej {\displaystyle \mathbb {R} ^{3}} płaszczyzna jest zbiorem punktów, których współrzędne spełniają w danym kartezjańskim układzie współrzędnych równanie:
{\displaystyle Ax+By+Cz+D=0,}
przy czym liczby {\displaystyle A,\ B,\ C} nie mogą być jednocześnie równe zeru.
Jest to tak zwane równanie ogólne płaszczyzny. Wektor {\displaystyle [A,B,C]} jest wektorem normalnym prostopadłym do tej płaszczyzny.

### Równanie normalne
Równanie normalne płaszczyzny, to równanie postaci:
{\displaystyle \alpha x+\beta y+\gamma z+\delta =0,}
gdzie {\displaystyle \alpha ^{2}+\beta ^{2}+\gamma ^{2}=1.}
Liczby {\displaystyle \alpha ,\ \beta ,\ \gamma } interpretujemy jako cosinusy kierunkowe prostej prostopadłej do płaszczyzny. Przejście z postaci ogólnej do normalnej dają wzory:
{\displaystyle \alpha ={\frac {A}{N}},\quad \beta ={\frac {B}{N}},\quad \gamma ={\frac {C}{N}},\quad \delta ={\frac {D}{N}},}
w których współczynnik normalizujący {\displaystyle N} odpowiada normie (długości) wektora {\displaystyle [A,B,C]{:}}
{\displaystyle N={\sqrt {A^{2}+B^{2}+C^{2}}}.}

### Równanie odcinkowe
Do opisu płaszczyzny można też użyć równania odcinkowego:
{\displaystyle {\frac {x}{a}}+{\frac {y}{b}}+{\frac {z}{c}}=1.}
Ma ono tę zaletę, że od razu daje punkty przecięcia płaszczyzny z osiami współrzędnych układu: są to punkty {\displaystyle (a,0,0),\ (0,b,0),\ (0,0,c).}
Ma również istotną wadę: nie daje się w ten sposób przedstawić żadnej płaszczyzny przechodzącej przez początek układu współrzędnych (wówczas wszystkie mianowniki musiałyby być równe zeru, {\displaystyle a=b=c=0}) ani też żadnej płaszczyzny równoległej do którejkolwiek osi (wówczas odpowiedniemu współczynnikowi lub parze współczynników należałoby przypisać wartość nieskończoną, {\displaystyle \infty }).
Przejście z postaci ogólnej lub normalnej do odcinkowej dają wzory:
{\displaystyle a=-{\frac {D}{A}}=-{\frac {\delta }{\alpha }},\quad \ \ b=-{\frac {D}{B}}=-{\frac {\delta }{\beta }},\quad \ \ c=-{\frac {D}{C}}=-{\frac {\delta }{\gamma }}.}

### Równanie parametryczne
Równanie płaszczyzny przechodzącej przez punkt {\displaystyle P_{0}=(x_{0},y_{0},z_{0})} o wektorze wodzącym {\displaystyle {\vec {r_{0}}}} i równoległej do niewspółliniowych wektorów {\displaystyle {\vec {u}}=(u_{1},u_{2},u_{3}),} {\displaystyle {\vec {v}}=(v_{1},v_{2},v_{3})} ma postać:
{\displaystyle {\vec {r}}={\vec {r_{0}}}+s{\vec {u}}+t{\vec {v}},} gdzie {\displaystyle s,t\in \mathbb {R} .}
lub
{\displaystyle (x,y,z)=(x_{0},y_{0},z_{0})+s(u_{1},u_{2},u_{3})+t(v_{1},v_{2},v_{3}),} gdzie {\displaystyle s,t\in \mathbb {R} .}
W postaci rozwiniętej wygląda następująco:
{\displaystyle {\begin{cases}x=x_{0}+su_{1}+tv_{1},\\y=y_{0}+su_{2}+tv_{2},\\z=z_{0}+su_{3}+tv_{3},\end{cases}}} gdzie {\displaystyle s,t\in \mathbb {R} .}
i nazywamy je równaniem parametrycznym.

### Płaszczyzna przechodząca przez trzy punkty
Ponieważ istnieje tylko jedna płaszczyzna w {\displaystyle \mathbb {R} ^{3}} przechodząca przez trzy niewspółliniowe punkty, dlatego można jednoznacznie wyznaczyć tę płaszczyznę. Jeżeli płaszczyzna przechodzi przez trzy punkty {\displaystyle P_{1}=(x_{1},y_{1},z_{1}),} {\displaystyle P_{2}=(x_{2},y_{2},z_{2})} i {\displaystyle P_{3}=(x_{3},y_{3},z_{3}),} jest określona następującym równaniem:
{\displaystyle {\begin{vmatrix}x-x_{1}&y-y_{1}&z-z_{1}\\x_{2}-x_{1}&y_{2}-y_{1}&z_{2}-z_{1}\\x_{3}-x_{1}&y_{3}-y_{1}&z_{3}-z_{1}\end{vmatrix}}={\begin{vmatrix}x-x_{1}&y-y_{1}&z-z_{1}\\x-x_{2}&y-y_{2}&z-z_{2}\\x-x_{3}&y-y_{3}&z-z_{3}\end{vmatrix}}=0}
lub
{\displaystyle {\begin{vmatrix}x&y&z&1\\x_{1}&y_{1}&z_{1}&1\\x_{2}&y_{2}&z_{2}&1\\x_{3}&y_{3}&z_{3}&1\end{vmatrix}}=0.}
Parametry równania ogólnego {\displaystyle Ax+By+Cz+D=0} tej płaszczyzny, można wyznaczyć następująco:
{\displaystyle [A,B,C]=({\vec {P}}_{2}-{\vec {P}}_{1})\times ({\vec {P}}_{3}-{\vec {P}}_{1})}
{\displaystyle D=-(Ax_{1}+By_{1}+Cz_{1})}

### Odległość punktu od płaszczyzny
Odległość punktu P o współrzędnych {\displaystyle (x_{P},y_{P},z_{P})} od płaszczyzny m zadanej równaniem ogólnym {\displaystyle Ax+By+Cz+D=0} lub normalnym {\displaystyle \alpha x+\beta y+\gamma z+\delta =0} przedstawia wzór:
{\displaystyle d(P,m)={\frac {|Ax_{P}+By_{P}+Cz_{P}+D|}{\sqrt {A^{2}+B^{2}+C^{2}}}}=|\alpha x_{P}+\beta y_{P}+\gamma z_{P}+\delta |.}